# Sinjski partizanski odred
Sinjski narodnooslobodilački partizanski (NOP) odred  je bio partizanska postrojba u sastavu Narodnooslobodilačke vojske i partizanskih odreda Jugoslavije tijekom Drugog svjetskog rata u Hrvatskoj.

## Borbeni put odreda
Formiran je 10. kolovoza 1941. kod sela Bitelića. Na dan 14. kolovoza 1941. imao je četiri voda sa 92 borca naoružana puškama. Po odluci PK KP Hrvatske za Dalmaciju, Odred se poslije formiranja prebacio iz područja Bitelića u područja južno od sela Vagnja sa zadatkom da prihvati Splitski i Solinski NOP odred pri prijelazu rijeke Cetine i zajedno s njima počne borbe na planini Dinari i Kamešnici. Zbog razbijanja Splitskog NOP odreda i vraćanja Solinskog NOP odreda, do realizacije tog plana nije došlo, pa je Odred 16. kolovoza 1941. napao oružničku postaju na Vagnju, pokidao telefonsko-telegrafske linije i na nekoliko mjesta porušio cestu Sinj–—Livno. Nakon toga prebacio se u Otoku bliže rijeke Cetine. Zbog nedovoljnog partijsko-političkog rada u odredu, neaktivnosti i nedostatka veze sa PK KP Hrvatske za Dalmaciju, došlo je do osipanja Odreda, pa je krajem kolovoza brojno stanje spalo na oko 10 boraca. Početkom rujna borci Odreda su ušli u sastav novoformiranog Dalmatinsko—dinarskog NOP odreda. U sastavu tog odreda djelovale su partizanske postrojbe, koje su povremeno, krajem 1941. i početkom 1942. nosile nazive Sinjski NOP odred ili Sinjska partizanska četa.

## Unutarnje poveznice
- Đuro Đapić